# Federico Nomi
Federico Nomi (Montalcino, 21 marzo 1888 – Sansepolcro, 10 febbraio 1980) è stato un avvocato, politico ed economista italiano.

## Biografia
Omonimo dell'avo autore della Catorceide, Federico Nomi nasce a Montalcino, ove il padre dirige il locale Ufficio del Registro, il 21 marzo del 1888. Pochi anni dopo segue la famiglia nel rientro nell'originaria Sansepolcro.

### Attività politica
Nel 1910 è eletto consigliere comunale di Sansepolcro. Dal 1914 al 1917 è sindaco dello stesso Comune. Nel 1919, reduce dal fronte della I Guerra Mondiale, fonda la Cooperativa Agricola dell'Alta Valle del Tevere e diventa presidente della Società Tipografico-Editrice. Alla fine del conflitto è tra i fondatori del Partito Popolare in Provincia di Arezzo e nel 1920 è eletto presidente del Consiglio Provinciale dell'Unione del Lavoro. Negli anni 1919-1920 guida le lotte dei mezzadri delle leghe bianche. Il 20 novembre 1920 è eletto segretario provinciale del Partito Popolare e alla fine del 1922 presidente della Confraternita di Misericordia. Coinvolto nel fallimento delle Casse Rurali e Artigiane decretato dal fascismo nel 1928, il Nomi è condannato a tre anni di confino a Pietragalla (Potenza), ma il 20 marzo 1929 è disposta la sua liberazione in seguito all'accettazione del dettagliatissimo ricorso da lui stesso presentato. Dal 1943, in seguito al congedo, rientra a Sansepolcro, ove riesce a mantenere vivo l'antifascismo di parte cattolica.
Successivamente scolge attività forense. Si interessa inoltre di storia locale, in particolare della presenza di Plinio il Giovane in Alta Valle del Tevere, cui dedica un saggio nel 1958.
Muore a Sansepolcro il 10 febbraio 1980.

## Studi economici
Personalità di ingegno vivace, ha dedicato approfonditi studi all'economia interessandosi di moneta, scambi non monetari e disoccupazione. Alcune sue teorie sono state presentate e discusse all'Organizzazione delle Nazioni Unite.

### Opere di Federico Nomi
- Federico Nomi, Razmoneta, Sansepolcro, La Resurrezione, 1932.
- Federico Nomi, La realtà monetaria, Sansepolcro, La Resurrezione, 1933.
- Federico Nomi, L’errore su cui si fonda la teoria della congiuntura. La causa delle crisi. Il solo mezzo per evitarle, Sansepolcro, La Resurrezione, 1933.
- Federico Nomi, Gli scambi non monetari e l’economia familiare nell’Italia contemporanea. Breve saggio, Padova, CEDAM, 1935.
- Federico Nomi, La mal conosciuta causa di molte umane sciagure, Sansepolcro, Sagas, 1945.
- Federico Nomi, Plinio e l’Alta Valle del Tevere, Arezzo, Tipografia Zelli, 1958.
- Federico Nomi, La disoccupazione: causa fondamentale e radicale rimedio. La priorità di un’idea, Arezzo, Tipografia Zelli, 1961.
- Federico Nomi, Nazionalizzazione delle imprese elettriche e stabilità monetaria, Sansepolcro, Tipografia Boncompagni, 1962.
- Federico Nomi, L’oro assistito. La monetazione alternativa di gruppi determinativi di merci e di una data quantità di oro con creazione di nuovi mezzi di riserva di stabilizzazione contemporanea del corso dei prezzi e del corso dei cambi e come strumento di regolazione del credito, Selci-Lama, Pliniana, 1972.

## Onorificenze
Nel 1974 riceve l'onorificenza pontificia di commendatore dell'Ordine di San Silvestro.